# П'єтро Карміньяні
П'єтро Карміньяні (італ. Pietro Carmignani, нар. 22 січня 1945, Альтопашіо) — італійський футболіст, що грав на позиції воротаря, зокрема за «Наполі».
По завершенні ігрової кар'єри — тренер, відомий насамперед роботою з «Пармою».

## Клубна кар'єра
Народився 22 січня 1945 року в місті Альтопашіо. Вихованець футбольної школи клубу «Стелла Росса» (В'яреджо).
У дорослому футболі дебютував 1964 року виступами за команду «Комо», в якій провів три сезони, взявши участь у 47 матчах чемпіонату. 
Згодом з 1967 по 1971 рік грав у складі «Варезе», з якої перейшов до «Ювентуса». У складі туринської команди провів єдиний сезон 1971/72, протягом якого був основним воротарем і здобув титул чемпіона Італії. Утім тренерський штаб команди був незадоволений нестабільністю воротаря, настільки, що в останніх турах сезону віддавав перевагу на воротарській позиції резервісту Массімо Пілоні. Врешті-решт по завершенні сезону керівництво «старої сеньйори» домовилося про перехід до команди Діно Дзоффа з «Наполі» в обмін на декількох гравців, включаючи Карміньяні.
В Неаполі той став прямою заміною Дзоффа на воротарській позиції в основному складі і протягом наступних п'яти сезонів взяв участь у 144 іграх «Наполі» в рамках чемпіонату. У розіграші 1975/76 допоміг команді здобути Кубок Італії.
Згодом протягом 1977—1979 років захищав кольори «Фіорентини», де вже був здебільшого запасним голкіпером, а завершував ігрову кар'єру у нижчоліговій «Роденсе», за яку виступав у сезоні 1979/80.

## Кар'єра тренера
Розпочав тренерську кар'єру невдовзі по завершенні кар'єри гравця, 1982 року, увійшовши до тренерського штабу «Парми». Співпраця із клубом тривала до 1989 року. За цей час колишній воротар попрацював на декількох тренерських посадах, включаючи посаду головного тренера основної команди протягом частини 1985 року і в 1987–1988 роках.
Працюючи в «Пармі», протягом 1985—1987 років співпрацював із тодішнім головним тренером команди Арріго Саккі, від якого 1989 року отримав запрошення приєднатися до нього у тренерському штабі «Мілана», де Карміньяні став відповідати за підготовку воротарів. Згодом поїхав за Саккі, ставши 1991 року його асистентом у збірній Італії. Пізніше асистував Саккі у тренерських штабах того ж «Мілана» (у 1996–1997) та мадридського «Атлетіко» (протягом 1998–1999).
1999 року повернувся до самостійної роботи, протягом нетривалого часу тренував «Ліворно». А наступного року повернувся до «Парми», де знову отримав позицію асистента головного тренера. Як і протягом свого першого приходу до пармського клубу змінив декілька тренерських посад, у тому числі знову був головним тренером його основної команди у 2001–2002 і 2004–2005 роках. У цей період завоював свій єдиний великий тренерський трофей, привівши команду до перемоги у розіграші Кубка Італії 2001/02.
Удруге залишивши «Парму» у 2007, став асистентом головного тренера у «Варезе», протягом частини 2008 року був його головним тренером, а пізніше відповідав у структурі клубу за підготовку молодих воротарів.

## Титули і досягнення

### Як гравця
- Чемпіон Італії (1):

«Ювентус»: 1971-1972
- Володар Кубка Італії (1):

«Наполі»: 1975-1976

### Як тренера
- Володар Кубка Італії (1):

«Парма»: 2001-2002